# 神经压迫综合征
神经压迫综合征（nerve compression syndrome）又称压迫性神经病（compression neuropathy）、神经卡压综合征（nerve entrapment syndrome），是一种因周围神经被解剖学路径中的壁性结构直接压迫而引起的损伤性疾病，俗称神经受压、神经缠套。
神经压迫综合征的症状包括疼痛、刺痛、麻木和肌肉无力。这些症状只影响身体的一部分，具體的疼痛位置取决于哪条神经受到影响。神经传导研究有助于确诊該疾病。在某些情况下，手术可能有助于缓解神经受到的压力，但这并不总是能缓解所有症状。